# Meu (rzeka)
Meu – rzeka we Francji, przepływająca przez tereny departamentów Côtes-d’Armor oraz Ille-et-Vilaine, o długości 85 km. Stanowi prawy dopływ rzeki Vilaine. 
W pobliżu ujścia Meu do rzeki Vilaine znajduje się zamek w Blossac.